# Johannes Michalak
Johannes Michalak (* 1967) ist ein deutscher Psychologe und Universitätsprofessor für Klinische Psychologie und Psychotherapie an der Universität Witten/Herdecke. Er ist bekannt für seine Arbeiten in den Gebieten Achtsamkeitsbasierte Kognitive Therapie und Embodiment in der Klinischen Psychologie. Johannes Michalak ist einer der Leiter des Achtsamkeitsinstitut Ruhr.

## Leben
Johannes Michalak studierte Psychologie an der Ruhr-Universität Bochum. 1999 promovierte er dort in Psychologie und erhielt im selben Jahr seine Approbation zum Psychologischen Psychotherapeuten (Fachkunde Verhaltenstherapie). 2006 erfolgte die Habilitation an der Ruhr-Universität Bochum. Er hatte Vertretungsprofessuren an der Universität Heidelberg (2006–2007) und an der Ruhr-Universität Bochum (2009–2010) sowie eine Gastprofessur an der Queen’s University in Kanada inne. 2011 trat er eine Professur für Klinische Psychologie an der Universität Hildesheim an. Seit 2014 ist er als Professor für Klinische Psychologie und Psychotherapie an der Universität Witten/Herdecke tätig.